# Scaphodhara biloba
Scaphodhara biloba är en insektsart som beskrevs av Chandrasekhara A. Viraktamath och Mohan 1994. Scaphodhara biloba ingår i släktet Scaphodhara och familjen dvärgstritar. Inga underarter finns listade i Catalogue of Life.